# 落合 (多摩市)
落合（おちあい）は、東京都多摩市の地名。現行行政地名は落合一丁目から六丁目。郵便番号206-0033。

## 地理
多摩市西部に位置する。行政施設の多くが置かれ、関戸と並ぶ多摩市の中心で多摩ニュータウンの中心地区となっている。
東は豊ヶ丘、西は鶴牧、南は南野、北は愛宕・山王下と接している。多摩ニュータウンの中心地区にあたり、周辺に拡がる新住区における、他の街では見られない交通インフラとして歩行者専用道路のネットワークが存在し、モータリゼーションの普及に起因する交通人身事故が起こりにくい生活環境が整っている。
落合1丁目は、第10住区として多摩ニュータウン全体の「都市センター」地区に位置づけられ、複合多機能都市の核として、マスタープランに基づいた都市基盤整備で商業・業務・娯楽・文化等の多くの施設が計画誘致され立地している。ただし、多摩センター駅北側と東側にある幹線道路沿い一帯は新住宅市街地開発事業ではなく土地区画整理事業によって整備されたため、旧来からの地権者らによる自由裁量で個別に開発がおこなわれ、用地の使途が雑多で各種施設・建物が混在している。
落合2丁目は、第10住区として「多摩中央公園」ほかの公園と公益施設が大きな面積の割合を占めるが、「青木葉通り」沿いが土地区画整理事業区域のため戸建て住宅が主体であり、特色のある人気洋菓子店などの個別商店も混在する。付近には「東福寺」「白山神社」と名のつく古来からの神社仏閣があり、土地区画整理事業で場所を若干移設し新社を建立している。新住区では近年、当初の用地計画の変更が認められ、旧住都公団の開発用地には大規模な民間資本の分譲マンションが建てられている。また、同2丁目西面の幹線都道沿いの公共施設保留地に暫定施設であるが「クロスガーデン多摩」と称する大規模ショッピングモールが開店している。
落合3・4丁目は、第9住区として東京都住宅供給公社（都公社住宅）が唯一単独で造成した新住区域であり、多摩センター駅周辺では最も早い1976年から入居を開始した街区である。大部分が中層の集合住宅ではあるが、ニュータウンの中でも建物どうしの棟間隔が広々としており、大規模団地を集積しているものの住居人口密度には余裕を持たせてあり、賃貸住宅と分譲住宅の区域が交互に配置されている。4丁目には都公社住宅のほか南端に都営住宅も存在する。第9住区には、南北を貫く約1.5kmの歩行者専用道路「落合東遊歩道」等が施され、南端の「一本杉公園」から中間地点にある住民生活サービスを提供する「落合近隣センター」や小・中学校、複数の公園等を経由し、北端の「青木葉通り」までを、車道と平面交差することなく安全快適に通うことができる。本来であれば多摩センターの「都市センター」地区まで、この歩行者専用道路で結ばれるところだが、間に土地区画整理事業区域が存在するため適っていない。
落合5・6丁目は、第10住区として開発主体者は旧住都公団である。ニュータウンの当初計画見直し後に造成が完了し、鶴牧の第11住区と共に従前地区よりもオープン・スペースの拡大や住宅のゆとりが向上している。低層のタウンハウスや中層のメゾネットタイプ等の集合住宅が登場しており、大部分が分譲マンションの区域となっている。「都市センター」地区から複数の公園を経由して同丁目に至る歩行者専用道路が、いろいろなルートで網の目のようにつながり、車道のほとんどが掘割の低い位置に配道されて、両者は陸橋で立体交差をしている。複数の公園が歩行者専用道路で結ばれるオープンスペースの基幹空間として配置されており、鶴牧住区と連絡する「富士見通り」は市内有数の桜花見の名所である。なお、同6丁目には主に旧住都公団と都公社の分譲住宅があるが、隣接した旧幼稚園跡地に民間の分譲マンションが建てられた。さらに同街区には商店などがある「落合・鶴牧近隣センター」や市立のコミュニティセンター「トムハウス」がある。また、最南部、尾根幹線道路周辺は土地区画整理事業区域で、地権者らの戸建て住宅や小規模マンション、人気の手作りパン店などの商店が混在している。

### 地価
住宅地の地価は、2014年（平成26年）1月1日の公示地価によれば、落合1丁目22番7の地点で21万3000円/m2となっている。

## 歴史
かつて南多摩郡多摩村の純農村、大字落合の谷戸部にあった、小字青木葉集落の両翼に位置していた広大な丘陵地の雑木林が、多摩ニュータウンの第9・10住区として造成、開発され新生落合が誕生した。旧青木葉集落のあった谷戸筋には新道「青木葉通り」が通され、その周辺および同様に開発後、東側の谷戸筋に造られた幹線道路「上之根大通り」の北寄り区域から「多摩ニュータウン通り」に至る沿道周辺は土地区画整理事業区域（区画整理区域）となり、新住宅市街地開発事業区域（新住区）からは外されている。

## 世帯数と人口
2018年（平成30年）1月1日現在の世帯数と人口は以下の通りである。
| 丁目       | 世帯数    | 人口     |
| ---------- | --------- | -------- |
| 落合一丁目 | 1,398世帯 | 2,863人  |
| 落合二丁目 | 881世帯   | 2,249人  |
| 落合三丁目 | 1,471世帯 | 3,072人  |
| 落合四丁目 | 1,128世帯 | 2,279人  |
| 落合五丁目 | 921世帯   | 2,245人  |
| 落合六丁目 | 786世帯   | 1,738人  |
| 計         | 6,585世帯 | 14,446人 |

## 小・中学校の学区
市立小・中学校に通う場合、学区は以下の通りとなる。
| 丁目       | 番地                                | 小学校                 | 中学校               |
| ---------- | ----------------------------------- | ---------------------- | -------------------- |
| 落合一丁目 | 1～9番地                            | 多摩市立多摩第三小学校 | 多摩市立東愛宕中学校 |
| 落合一丁目 | 10～39番地 44〜45番地 64番地 69番地 | 多摩市立東落合小学校   | 多摩市立落合中学校   |
| 落合一丁目 | その他                              | 多摩市立西落合小学校   | 多摩市立落合中学校   |
| 落合二丁目 | 25～39番地                          | 多摩市立西落合小学校   | 多摩市立落合中学校   |
| 落合二丁目 | その他                              | 多摩市立東落合小学校   | 多摩市立落合中学校   |
| 落合三丁目 | 全域                                | 多摩市立東落合小学校   | 多摩市立落合中学校   |
| 落合四丁目 | 1～6番地 8～31番地                  | 多摩市立東落合小学校   | 多摩市立落合中学校   |
| 落合四丁目 | その他                              | 多摩市立西落合小学校   | 多摩市立落合中学校   |
| 落合五丁目 | 全域                                | 多摩市立西落合小学校   | 多摩市立落合中学校   |
| 落合六丁目 | 全域                                | 多摩市立西落合小学校   | 多摩市立落合中学校   |

## 施設

### 公共施設

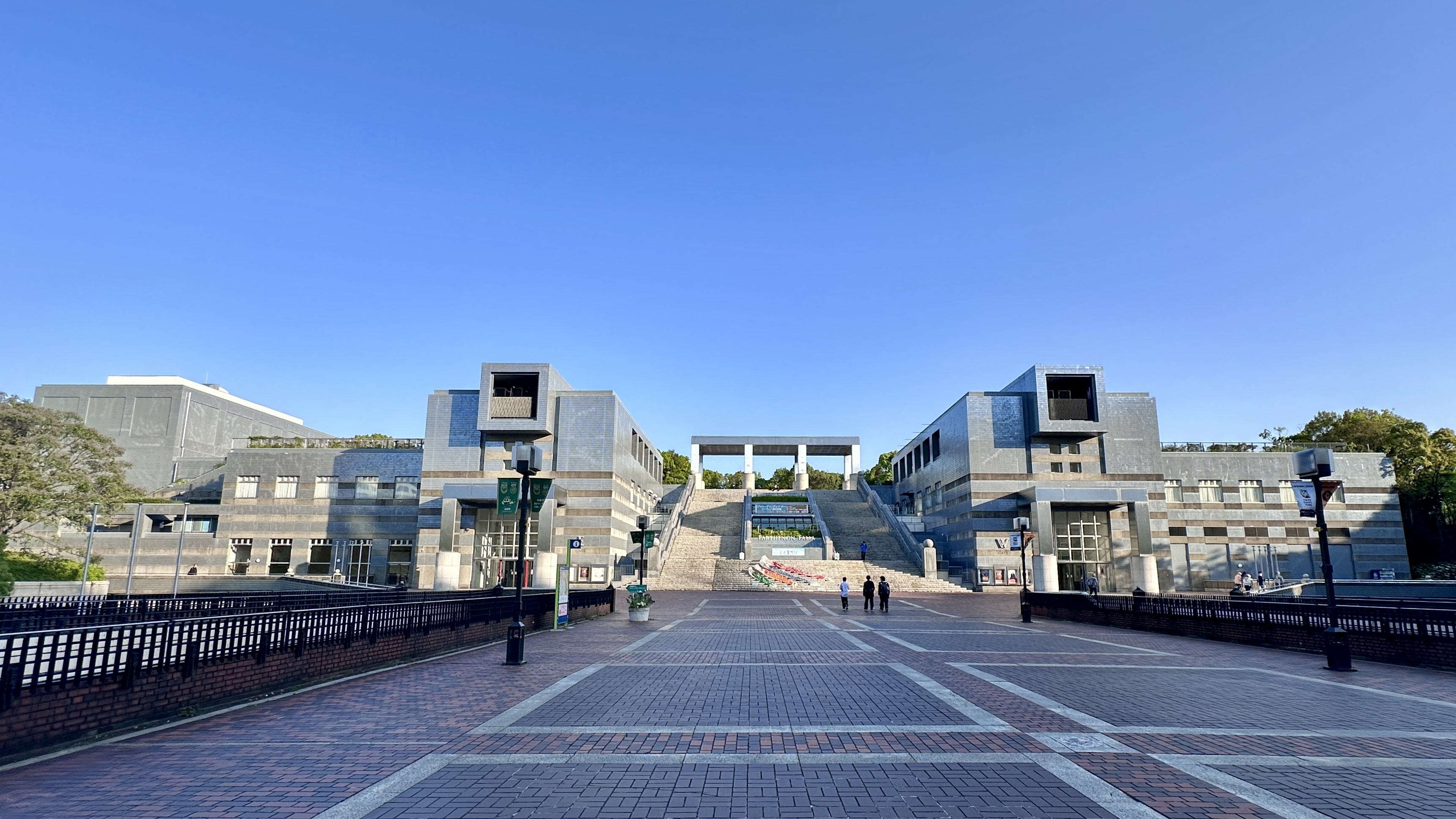
パルテノン多摩

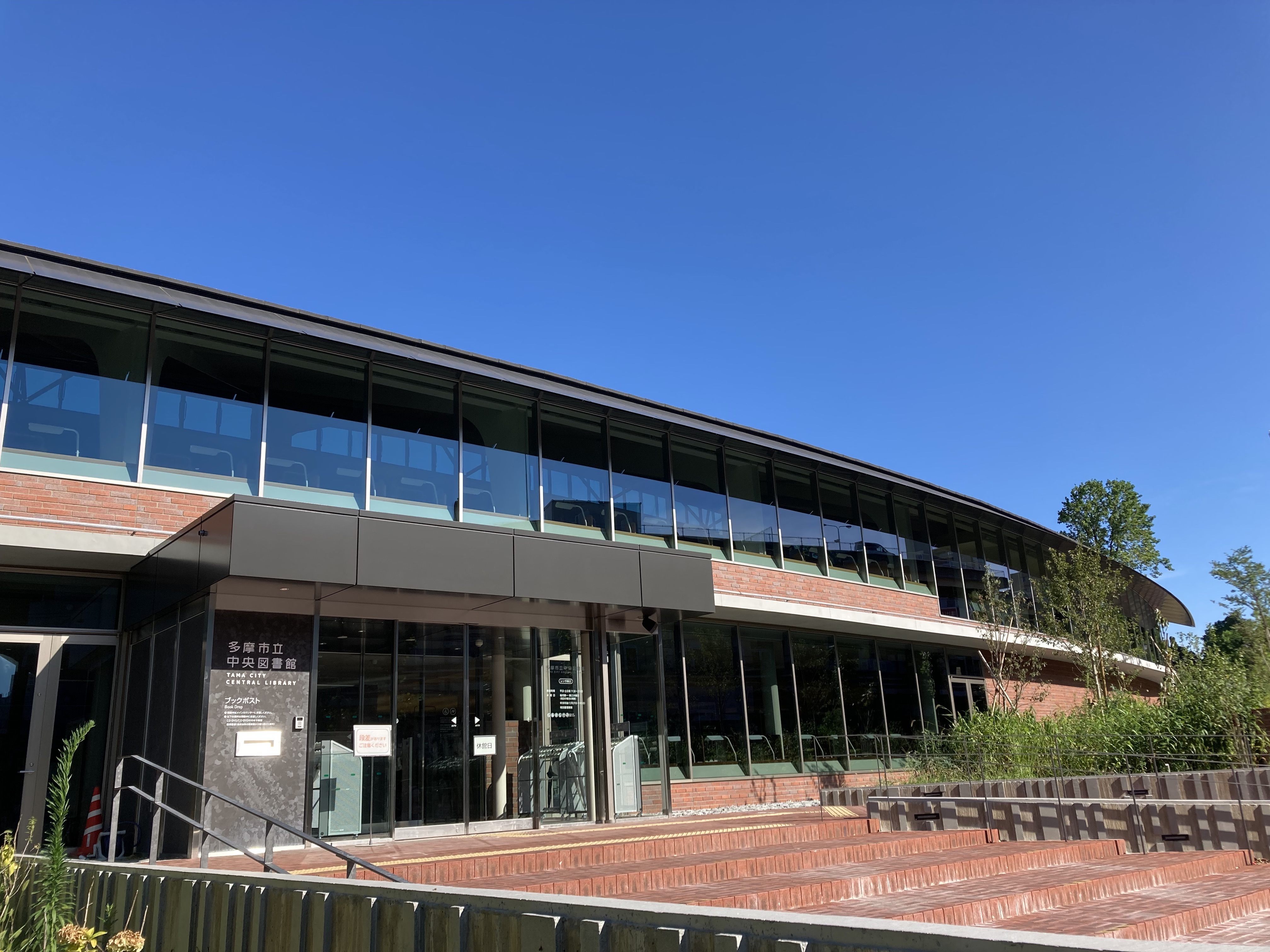
多摩市立中央図書館

- 多摩市役所多摩センター駅出張所（京王多摩センターSC2階）
- 東京都埋蔵文化財センター
- トムハウス（多摩市立鶴牧-落合-南野コミュニティセンター・落合児童館・学童クラブ）
- 落合第二学童クラブ
- 多摩中央警察署多摩センター駅前交番
- 多摩中央警察署落合6丁目駐在所
- パルテノン多摩
- 多摩市立中央図書館（多摩中央公園内）

### 教育施設
- 多摩市立落合中学校
- 多摩市立西落合小学校
- 多摩市立東落合小学校
- かおり保育園
- こころ保育園
- 桜美林大学多摩アカデミーヒルズ（旧ウェルサンピア多摩。年金制度改革にともなって2010年3月末廃止[6]され桜美林学園が落札、2010年5月1日に桜美林大学多摩アカデミーヒルズとして開設した[7][8]）
- 武蔵野音楽大学（パルナソス多摩分校）
- 東京医療学院大学
- せいとく幼稚園

### 商業施設および特定業務施設、その他諸施設

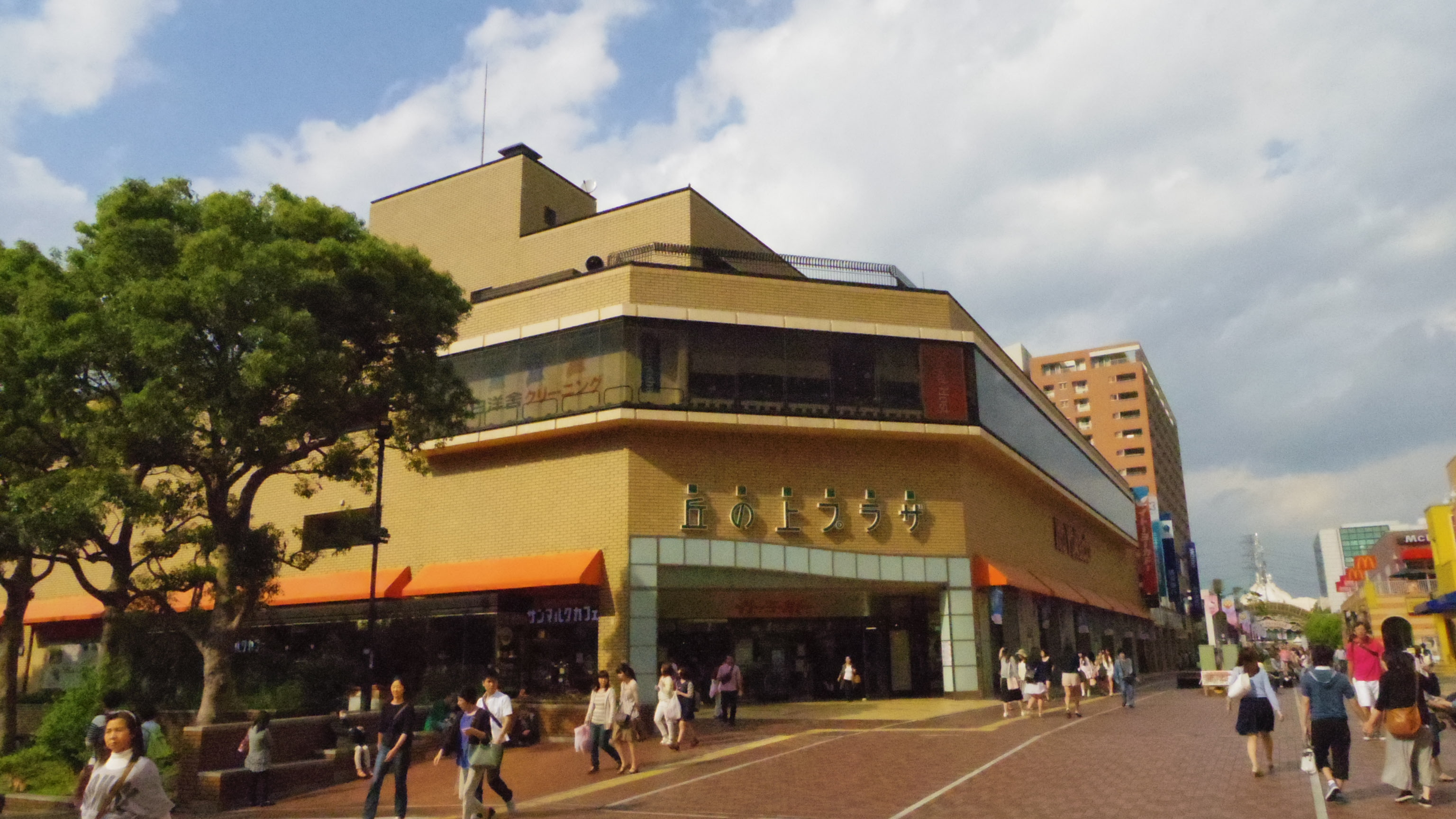
丘の上プラザ

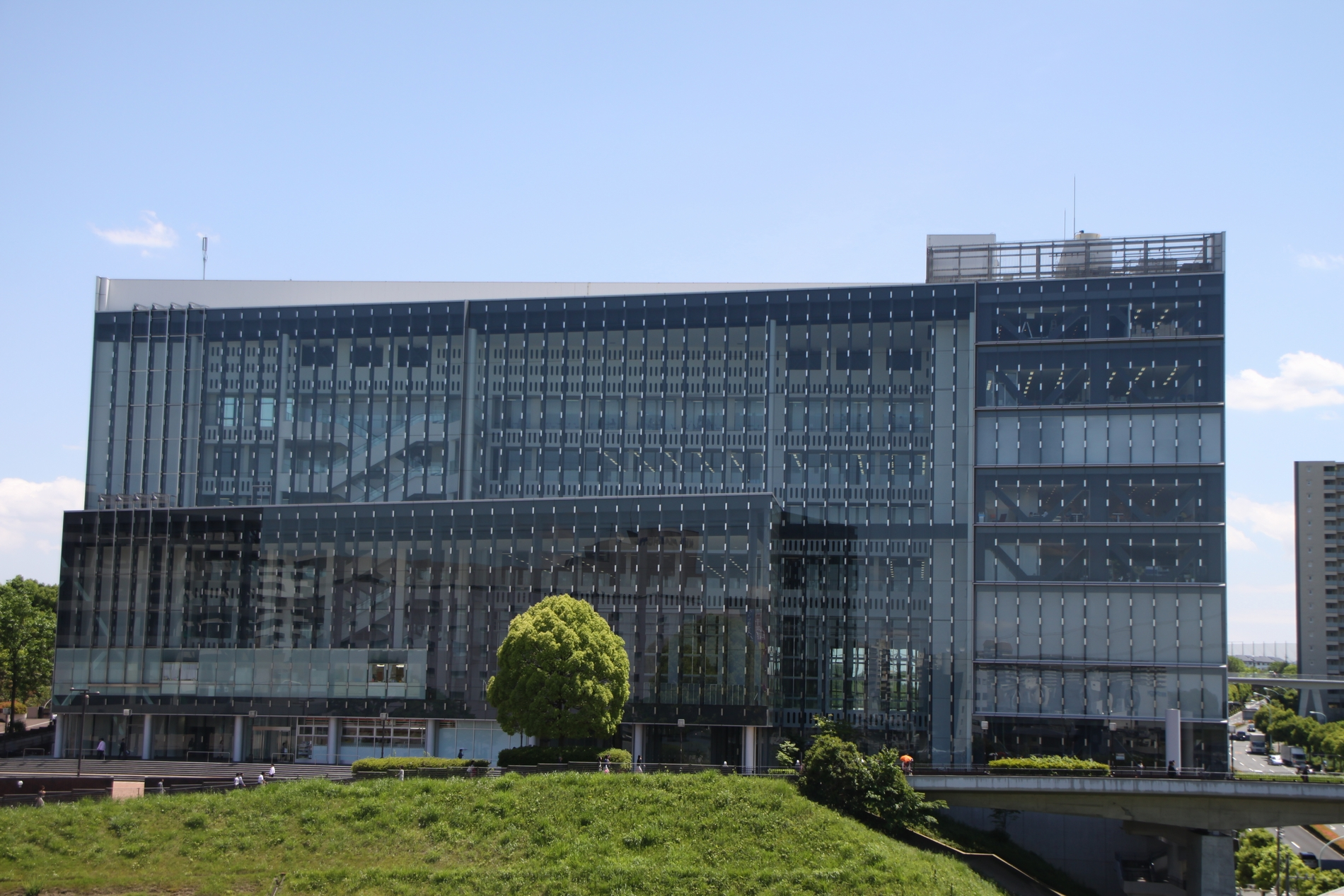
ニューシティービル

- マグレブEAST（飲食・専門店街・医療施設ほか）
- マグレブビル（ファーマーズマーケット千歳屋・娯楽・フィットネスクラブ・飲食）
- マグレブWEST（飲食・娯楽ほか）
- 丘の上プラザ（イトーヨーカドー・専門店街）
- ココリア多摩センター（ユニクロ、丸善書店ほか）
- 丘の上パティオ（イオンシネマ多摩センターほか）
- イコット多摩センター（ザ・ダイソー・医療施設ほか）
- ベネッセコーポレーション東京ビル（最上階にプラネタリウム「ベネッセ・スター・ドーム」・展望フロアがある）
- サンリオピューロランド
- 多摩交通財団ビル（立体駐車場・医療施設・事業所ほか）
- 多摩センタートーセイビル
- ニューシティービル（ペンタくん跡にティアック本社ほか）
- 極楽湯多摩センター店（スーパー銭湯）
- 江戸や（落合近隣センター内スーパーマーケット）
- クロスガーデン多摩（フーディアム・専門店街ほか）

その他、多数の施設が主に駅近傍に集中している。

### 金融機関
- 多摩落合郵便局
- 三菱UFJ銀行 多摩センター支店
- 横浜銀行 多摩センター支店
- 多摩信用金庫 多摩センター支店
- 三井住友信託銀行 多摩桜ヶ丘支店 多摩センター出張所
- 三井住友銀行 ココリア多摩センター店
- みずほ銀行 多摩センター支店

## 交通

### 鉄道
多摩センター駅
- 京王相模原線
- 小田急多摩線
- 多摩都市モノレール

### 道路
街路樹は右の小括弧内に示すとおり。
- 多摩ニュータウン通り　［イチョウ］
- 多摩モノレール通り　　［クスノキ］≪新住区間のみ無電柱化≫
- 多摩センター東通り　　［クスノキ］≪新住区間のみ無電柱化≫
- 多摩センター南通り　　［クスノキ］≪新住区間のみ無電柱化≫
- 多摩中央公園通り　　［クスノキ］≪新住区間のみ無電柱化≫
- 上之根大通り　　［モミジバフウ］≪新住区間のみ無電柱化≫
- 青木葉通り　　［トチノキ］
- 落合南公園通り　　［エンジュ］
- 西落通り　　［サクラ］
  - 落合けやき通り　　［ケヤキ］
  - 落合南通り　　［トウカエデ］
  - 南多摩尾根幹線　　［ケヤキ］≪新住区間のみ無電柱化≫
  - 歩行者専用道路（パルテノン大通り・落合東遊歩道・レンガ坂・富士見通り・そよかぜの道ほか道路網として多数存在）

橋梁
- 河川橋（山王橋・長久保橋・落合橋・上之根橋）
- 道路跨線橋（中央公園通り）
- 歩行者専用道路橋（多摩センター大橋・ゆうゆう橋・いちょう橋・富士見通り橋・風の橋・レンガ坂橋・白山橋・にしおち橋・宝野橋・るんるん橋・恐竜橋・落合第1～4歩道橋・一本杉橋・きたとよ橋・ふんすい橋ほか多数存在）

## 公園・緑地・神社
多摩市が発行する防災マップの記述によった。これ以外にも、小規模な公園や遊び場が数多く存在する。
- 長久保公園（街区公園）　　落合1丁目5番地
- 鶴ヶ峰公園（街区公園）　　落合1丁目23番地
- 青木葉公園（街区公園）　　落合2丁目15番地
- どんぐり山公園（街区公園）　　落合2丁目25番地
- 多摩中央公園（地区公園）　　落合2丁目35番地
- 亀ヶ谷緑地（都市緑地）　　落合3丁目7番地
- 落合南公園（近隣公園）　　落合3丁目30番地
- 落合第一公園（街区公園）　　落合3丁目27番地
- 落合第二公園（街区公園）　　落合3丁目31番地
- 落合第三公園（街区公園）　　落合4丁目23番地
- 落合第四公園（街区公園）　　落合4丁目19番地
- 平久保公園（街区公園）　　落合4丁目22番地
- 宝野公園（近隣公園）　　落合5丁目5番地
- 荻久保公園（街区公園）　　落合6丁目8番地
- 白山神社

＊注＝多摩市側の区分では街区公園は児童公園に位置づけられている。また、多摩中央公園は総合公園に位置づけられている。

## 史跡
- 平久保のシイ - 東京都の天然記念物に指定されているシイの木。落合四丁目（旧:小野路町字平久保4744番地）に所在。